# Zámecký vrch (Hrubý Jeseník)
Zámecký vrch (německy Schlossberg) je vrchol v České republice ležící na severovýchodním okraji Medvědské hornatiny v Hrubém Jeseníku.

## Poloha
Zámecký vrch se nachází asi 3 kilometry jižně od osady Rejvíz a 8 kilometrů jihozápadně od Zlatých Hor. Jedná se o kupovitý od svého okolí výrazně oddělený vrch, jehož dominance je poněkud tlumena nevelkou vzdáleností od masívu Orlíku.

## Stavby a skalní útvary
Jedinou stavbou na Zámeckém vrchu je zřícenina hradu Koberštejn, která se nachází na skalním útvaru v severovýchodním podvrcholovém prostoru. Výrazný a zdaleka viditelný skalní útvar se nachází i v západním svahu.

## Vodstvo
Svahy Zámeckého vrchu odvodňuje Černá Opava, která ho z větší části obtéká.

## Vegetace
Prakticky celý vrch je souvisle zalesněn. V blízkém okolí vrcholu se jedná o nepříliš vzrostlý les, což umožňuje omezený výhled. Dobře viditelné jsou zejména nejvyšší vrcholy Medvědské hornatiny jižně od vrchu.

## Komunikace a turistické trasy
Ve vrcholovém prostoru Zámeckého vrchu se nacházejí pouze pěšiny. Po jedné z nich je kolem zříceniny hradu Koberštejna přes vrchol vedena zelená turistická značka z Heřmanovic k bývalému zajateckému táboru a hřbitovu pro sovětské vojáky z období druhé světové války v prostoru pramenů Černé Opavy.